# شهرستان اولی‌تاو
شهرستان اولی‌تاو (به قزاقی: Ұлытау ауданы، ۇلىتاۋ اۋدانى) یکی از شهرستان‌های استان اولی‌تاو در مرکز قزاقستان است. مرکز این شهرستان، روستای اولی‌تاو است. در آمارگیری سال ۲۰۱۳، جمعیت آن ۱۳٬۹۰۹ نفر بود.